# Ускользающий идеал
«Ускользающий идеал» (англ. 'Til There Was You) — американская комедия 1997 года.

## Сюжет
Студентка Гвен Мосс давно создала себе образ идеального мужчины, которого когда-нибудь встретит. Но годы идут, постоянные разочарования в личной жизни заставляют её признать, что принц на коне запаздывает, а все окружающие её кавалеры на него совсем не похожи.

## В ролях
- Джинн Трипплхорн — Гвен Мосс
- Кристин Эберсоул — Биби Мосс
- Карен Аллен — Бетти
- Кен Олин — Грегори
- Дилан Макдермотт — Ник
- Сьюзэн Уолтерс — Робин
- Дженнифер Энистон — Дебби
- Стив Энтин — Кевин
- Сара Джессика Паркер — Франческа Ланфилд
- Эрл Кэрролл — Хип
- Мэтт Рот — Тодд

## Интересные факты
- Слоган фильма — «A Sexy, Sassy Romantic Comedy for Everyone Looking for Love… In All the Wrong Places»
- Съемки фильма проходили в Лос-Анджелесе, США, с сентября по ноябрь 1995 года